# Centauromaquia tessaliana

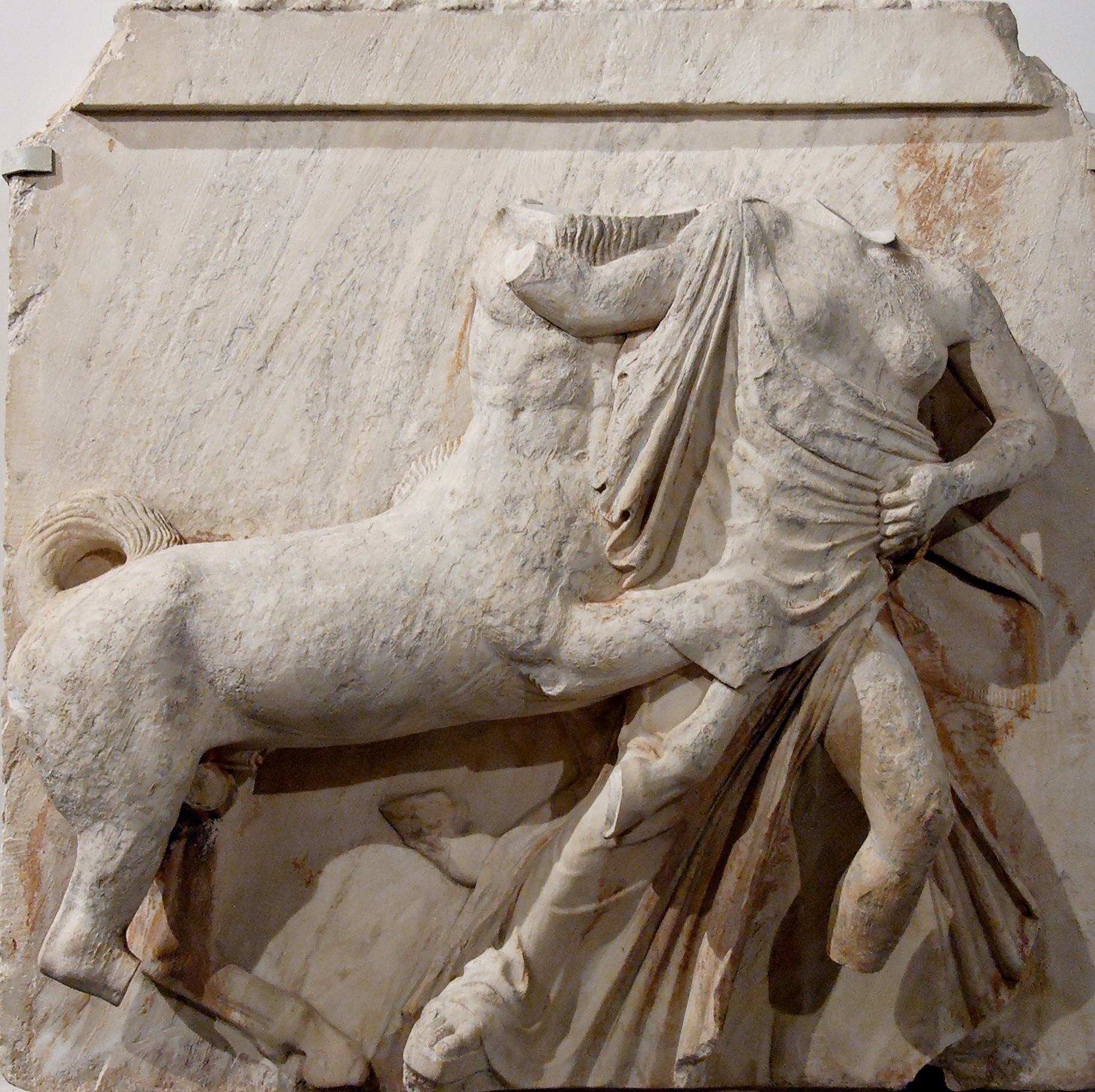
Centauro raptando uma mulher lápita (Louvre)

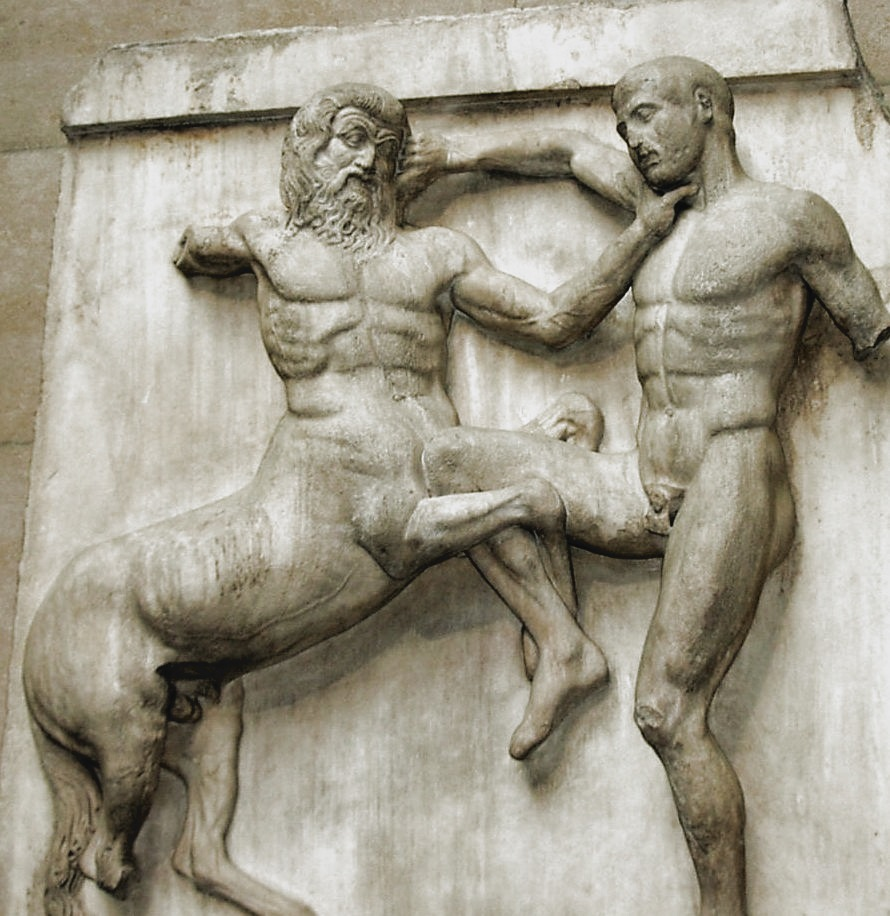
Centauro lutando contra um Lápita, detalhe nos frisos do Partenon

Na mitologia grega, a Centauromaquia Tessaliana foi um confronto mítico entre os Lápitas, antigo povo da Tessália, e os Centauros, criaturas meio homens, meio cavalos.
Os centauros eram irmãos de Pirítoo, rei da Tessália, já que ambos eram filhos de Ixião, e foram convidados para suas bodas com Hipodâmia, filha de Adrasto. Não habituados a beber vinho, logo se embriagaram. Tomados pela luxúria e a violência, tentaram raptar e violar a noiva, provocando a reação dos Tessálios e desencadeando um grande massacre. Com a ajuda de Teseu, os centauros foram finalmente derrotados e expulsos da Tessália, indo se refugiar no Epiro.
Cenas da Centauromaquia estão representadas nos famosos mármores de Elgin, retirados do Partenon e levados para o Museu Britânico.